# مینداناو اکسپرس
مینداناو اکسپرس (به انگلیسی: Mindanao Express) یک شرکت هواپیمایی است. این شرکت هواپیمایی به مانادو، پرواز مستقیم انجام می‌دهد.